# Juan Diego Flórez
Juan Diego Flórez (ur. 13 stycznia 1973 w Limie) – peruwiański śpiewak operowy (tenor).
Otrzymał wysokie noty od krytyków i publiczności, eksperci uważają, że jest jednym z najlepszych współczesnych tenorów lirycznych. W 2007 uhonorowany najwyższym odznaczeniem państwowym – Krzyżem Wielkim Orderu Słońca Peru.

## Życiorys
Jego ojciec Rubén był peruwiańskim śpiewakiem ludowym. Juan Diego Flórez rozpoczął edukację muzyczną w Limie w Conservatorio Nacional de Música (Perú). Jego nauczycielem był między innymi sam mentor i kierownik Ernesto Palacio. Pracował jako tenor chóralny w Coro Nacional (Perú) w Limie, gdzie pracował przez trzy lata. Naukę kontynuował w 1993 r. W Curtis Institute of Music w Filadelfii. W 1994 roku został zaproszony przez swojego menedżera Palacio, do udziału w nowoczesnej operze we Włoszech. W 1996 roku zadebiutował w operze w Matilde di Shabran na Rossini Opera Festival w Pesaro, gdzie jego wyrazisty głos zrobił wrażenie nawet na profesjonalistach. Mówi się, że Pavarotti opisał go jako godnego dziedzica tronu. Flórez śpiewa w najważniejszych teatrach operowych na świecie (np. Metropolitan Opera, Wiedeńska Opera Narodowa, Semperoper) i regularnie występuje na festiwalu w Pesaro, gdzie ma rezydencję. Regularnie koncertuje. Jego repertuar obejmuje wielkie role tenorowe Rossiniego (La Cenerentola, Cyrulik sewilski, Zelmira itd.), Donizettiego (La fille du régiment) i Belliniego (I Capuleti e i Montecchi) oraz francuskie części tematu lirycznego.
23 kwietnia 2007 wziął ślub cywilny z niemiecką aktorką Julią Flórez w Wiedniu. Kościelny odbył się 5 kwietnia 2008 w katedrze w Limie.

## Dyskografia (wybór)
- Rossini: Arias & Duets (dyrygent: Arthur Fagen, z Weseliną Kacarową, RCA: 1999)
- Donizetti: Alahor in Granata (dyrygent: Josep Pons, Almaviva: 1999, CD)
- Donizetti: La fille du régiment (dyrygent: Bruno Campanella, z Nathalie Dessay, Felicita Palmer, Alessandro Corbelli, Dawn French, Orchestra Royal Opera House, 2007, DVD)
- Rossini: Semiramide (dyrygent: Marcello Panni, z Editą Gruberovą i Ildebrando D'Arcangelo, Nightingale: 2002)
- Rossini: Arias (dyrygent: Riccardo Chailly, Decca: 2002)
- Una furtiva Lagrima (dyrygent: Riccardo Frizza, Decca: 2003)
- Great Tenor Arias (dyrygent: Carlo Rizzi, Decca: 2004)
- Rossini: Le comte Ory (dyrygent: Jesús López Cobos, DGG: 2004)
- Rossini: Il barbiere di Siviglia (dyrygent: Ralf Weikert, z Editą Gruberovą, Nightingale: 2004)
- Rossini: Matilde di Shabran (dyrygent: Riccardo Frizza, nagranie na żywo od 2004, Decca: 2006, CD)
- Sentimiento latino (Decca: 2006)
- Arias for Rubini (dyrygent: Roberto Abbado, Decca: 2007)
- Bellini: La sonnambula (dyrygent: Alessandro de Marchi, Decca: 2008, CD)
- Spektakl Bel canto (dyrygent: Daniel Oren; Decca: 2008)
- Rossini: La Cenerentola (dyrygent: Patrick Summers, z Joyce DiDonato jako Cenerentola, Decca: 2009, DVD)
- Rossini: Zelmira (dyrygent: Roberto Abbado, nagranie na żywo od sierpnia 2009 r., Decca: 2012, Blu-Ray i DVD)
- Gluck: Orphée et Eurydice (dyrygent: Lopez-Cobos, nagranie na żywo z 2008 r., Decca: 2010, CD)
- Verdi: Rigoletto (dyrygent: Fabio Luisi, z Dianą Damrau, Zeljko Lucic, Państwowy Chór Opery Saksońskiej w Dreźnie i Saxon Staatskapelle Dresden, EMI Music: 2010, DVD)
- L'Amour (dyrygent: Roberto Abbado, Decca: 2014)
- Besame mucho (2018)

## Nagrody i wyróżnienia
Juan Diego Flórez został nagrodzony przez swoją ojczyznę kilkoma nagrodami i wyróżnieniami:
- W maju 2004 r. otrzymał od burmistrza Limy Order Zasługi Orden al Mérito por Servicios Distinguidos(inne języki) od Prezydenta Alejandro Toledo,
- Został mianowany profesorem honorowym Uniwersytetu San Martín de Porres,
- 4 czerwca 2007 r. otrzymał od prezydenta Alana Garcíi najwyższy zaszczyt swojego kraju, Wielki Krzyż Rycerski w Zakonie Słońca w Peru,
- Od 2012 roku jest austriackim piosenkarzem kameralnym,
- Flórez pojawił się także na  części serii pięciu znaczków honorujących współczesnych peruwiańskich muzyków wydanych 29 listopada 2004 roku,
- Kiedy miał 31 lat jego wizerunek został użyty na znaczku, a także na okładce jego płyty Una Furtiva Lagrima z 2003 roku.

Ze świata muzyki klasycznej otrzymał:
- Premio Abbiati(inne języki) 2000 (przyznawany przez włoskich krytyków dla najlepszego piosenkarza roku);
- Rossini d'oro;
- Bellini d'oro;
- Premio Aureliano Pertile;
- Nagroda Tamagno;
- Nagrodę L'Opera (Migliore Tenore) za występ w 2001 roku w La sonnambula w La Scali.

W 2009 roku Flórez był nominowany do najlepszego klasycznego występu wokalnego w 52. Nagrody Grammy za swój album, Bel Canto Spectacular (Decca).